# 羊城集團
羊城集團是由廣州市政府在1985年於澳門成立的窗口公司，從事房地產、金融和其他行業。
羊城集團因職員貪污令到公司資產流失，於2001年被澳門初級法院判令進入破產程序，羊城集團當時的擁有價值15.6億港元的資產，但負債達50.9億港元。原董事長羅鴻、副總經理張穗生、總經理溫少山分別被廣州市中院判處死刑緩期兩年和無期徒刑。